# حصاد الأطفال

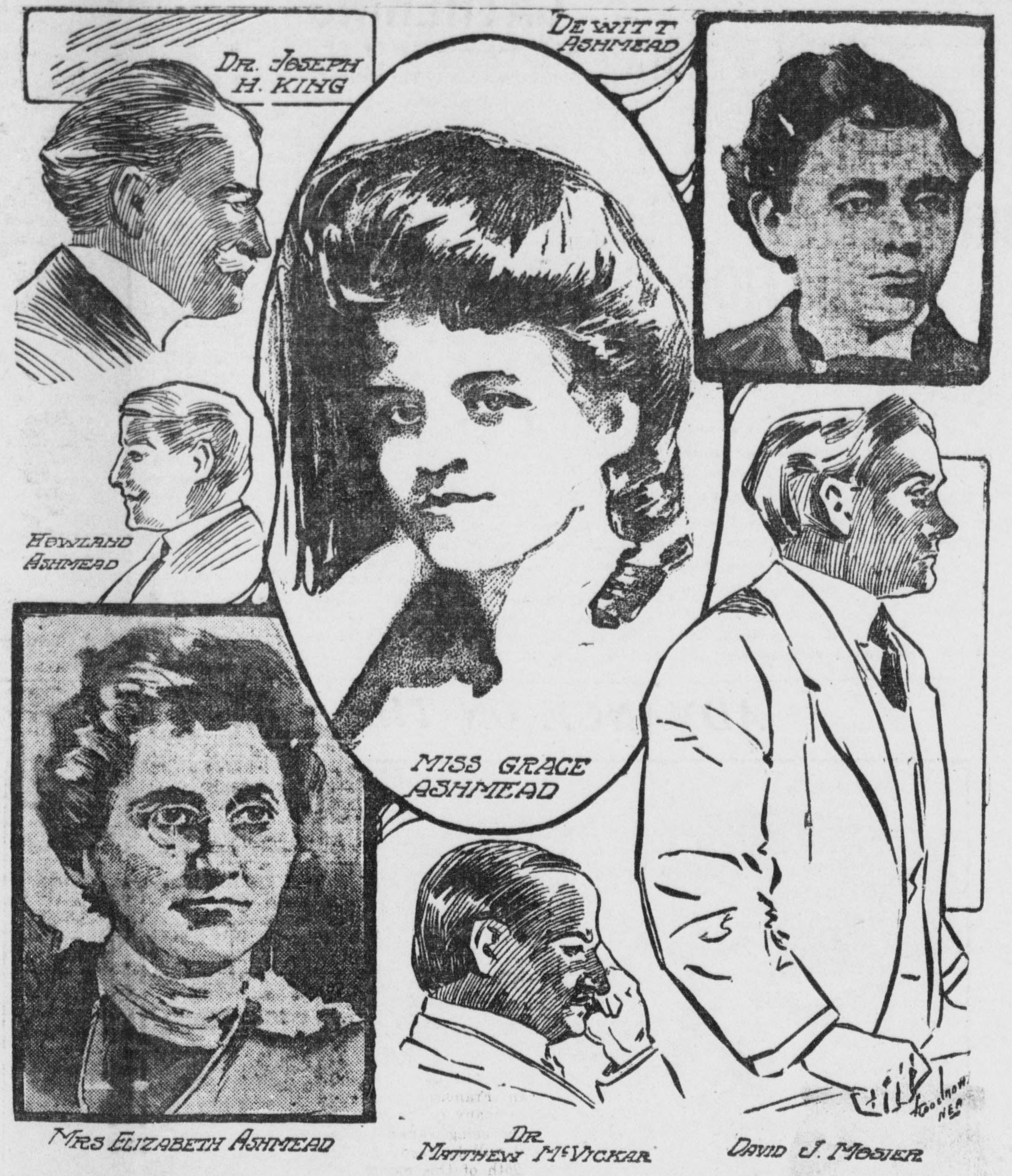

حصاد الأطفال هي عملية سحب الآباء والأطفال إلى سوق التبني ويرتبط حصاد الأطفال ارتباطًا خاصًا ببلاد وأسواق التبني الدولي ويشيع فيها.
عادة ما تنخدع الأسرة المُتنَازِلة أو الأب بأنهم يقدمون الطفل للتبني دون أي أمل في أي فرصة لإعادة التواصل مع الطفل.

## مزارع الأطفال
مصنع الأطفال أو مزرعة الأطفال هي أماكن يتم فيها تشجيع الفتيات عمدًا أو إجبارهن على أن يصبحن حوامل والتنازل عن الأطفال حديثي الولادة للبيع. ولقد ذكرت بعض السيدات اللواتي يعانين الفقر أنهن عملن طواعيةً في مزارع الأطفال، مدفوعين بالأمل في جني الأموال. ثم يتم بيع الأطفال من أجل التبني, ويعمل هؤلاء الأطفال في الزراعة والمناجم والمصانع، وسوف يعملون في الخدمة المنزلية أو يتم بيعهم ليعملوا في الدعارة. ومن الأهداف الأقل شيوعًا أن يتم تعذيب الأطفال أو تقديمهم كـ قربان في السحر الأسود وطقوس السحر.

### حملات الشرطة النيجيرية
أدت حملات الشرطة عام 2008 إلى الكشف عن شبكة من مزارع الأطفال تدعي أنها ملاجئ في إنوجو بـ ولاية إنوجو (نيجيريا). وفي عام 2011, قامت الشرطة النيجيرية بحملات على مستشفيين آخرين وتمت إزالة مزرعتين للأطفال: في شهر يونيو تم إنقاذ 32 فتاة حامل في أبا في أبيا من مستشفى تابعة لـ مؤسسة الصليب; وفي شهر أكتوبر تم إنقاذ 17 فتاة حاملاً (30 فتاة طبقًا لبعض المصادر) في إهيالا في ولاية أنامبرا من مستشفى تابعة لمؤسسة Iheanyi Ezuma Foundation.

## وصلات خارجية
- Baby factories: How pregnancies, deliveries are framed at Vanguard
- Video: The Nigerian Connection II (18:15-23:10) of قناة الجزيرة الإنجليزية